# Calochortus cernuus
Calochortus cernuus är en liljeväxtart som beskrevs av Painter. Calochortus cernuus ingår i släktet Calochortus och familjen liljeväxter. Inga underarter finns listade.